# Bikin
Bikin è una città della Russia siberiana, situata nel Kraj di Chabarovsk, sulle rive del fiume omonimo, 230 km a sudovest del capoluogo Chabarovsk.
Fondata nel 1885 con il nome di Bikinskaja, ottenne lo status di città nel 1938; è il capoluogo del rajon Bikinskij.
| 1939   | 1959   | 1970   | 1979   | 1989   | 2002   | 2007   | 2016   |
| ------ | ------ | ------ | ------ | ------ | ------ | ------ | ------ |
| 15 500 | 18 500 | 17 500 | 17 700 | 19 100 | 19 641 | 19 689 | 16 085 |